# Горовець Юрій Сергійович
Горовець Ю́рій Сергі́йович (псевдо «Святоша»; 14 червня 1988, Дніпропетровськ — 25 грудня 2022, Брянська область, Російська Федерація) — громадський активіст, учасник АТО та російсько-української війни; командир диверсійно-розвідувальної групи, начальник медичної служби добровольчого батальйону «Братство» Дмитра Корчинського, яка діяла у складі спецпідрозділу Тимура ГУР МО України.

## Життєпис
Народився 14 червня 1988 року в Дніпропетровську. Був єдиною дитиною у батьків.
У 2009—2014 роках навчався в Національному гірничому університеті в Дніпрі. За спеціальністю «Менеджмент» отримав кваліфікацію спеціаліста «Менеджер-економіст».
З 2011 року був членом Всеукраїнського об'єднання «Свобода». На місцевих виборах 25 жовтня 2015 року балотувався як кандидат-мажоритарник від ВО «Свобода» до Дніпропетровської обласної ради та Дніпровської міської ради 7-го скликання, але не був обраний.
Підтримував акції Всеукраїнської громадської організації «Не будь байдужим!».
З осені 2013 року учасник Революції гідності, на початку грудня приєднався до протестних акцій на Майдані Незалежності в Києві.
Під час навчання працював у Дніпрі:
- липень—грудень 2012 року: економіст ТОВ «Компанія «Кіносистема»;
- березень 2013 — травень 2014 року: PR-менеджер компанії «Amway».

З 2014 року учасник Антитерористичної операції, пішов добровольцем протидіяти незаконним російським і проросійським збройним формуванням у війні на сході України:
- червень—вересень 2014 року: снайпер батальйону «Шахтарськ»; воював у Іловайську, на Горлівському напрямку, боронив Маріуполь;
- вересень 2014 — лютий 2015 року: скарбничий батальйону «Свята Марія»;
- березень—листопад 2015 року: комірник батальйону «Братство» Дмитра Корчинського (Бахмут);
- листопад 2015 — квітень 2016 року: служба в Департаменті протидії наркозлочинності Національної поліції України (Сєвєродонецьк).

У травні 2016 року переїхав до Києва.
У серпні 2016 — лютому 2017 років був редактором новинного відділу інтернет-видання «Інформатор».
Багаторічний учасник спільноти «Братство» Дмитра Корчинського.
З лютого 2017 року розпочав співпрацю з Youtube-каналом «Всесвітньо-Броварське телебачення», створеним Корчинським у 2016 році.
Наприкінці 2017 року знявся як актор епізодичних сцен у фільмі режисера Павла Когута «Посттравматична рапсодія» — екранізації однойменної п'єси Дмитра Корчинського. Серед акторів стрічки багато бійців добровольчих батальйонів та Збройних сил України.
Загинув 25 грудня 2022 року під час виконання бойового завдання на території Брянської області Російської Федерації разом зі своїми побратимами Максимом Михайловим, Тарасом Карпюком і Богданом Ляговим. За попередньою інформацією група загинула, натрапивши в транспортному засобі на мінне поле. За іншою інформацією група загинула під час бою. За повідомленням ГУР: "Непийпиво, Святоша, Тарасій та Аполлон відмовились здатись в полон російським військам, зайняли кругову і героїчно прийняли останній бій 25 грудня 2022 року.  ГУР МО України: "Непийпиво. Тарасій. Святоша. Аполлон —  розвідники, які серед перших перенесли війну на територію ворога. Їхні історії та внесок у спільну справу боротьби за Україну залишиться дороговказом для усіх наступних поколінь захисників нашої свободи й державності так само, як гасло холодноярців та вояків УПА —  “Воля України або смерть”.  25 грудня 2022 року диверсійна група Непийпива, Тарасія, Святоші та Аполлона здійснювала глибинний рейд з таємним завданням на підконтрольній ворогу території. Зіткнувшись з російськими військами, четверо розвідників відмовились здаватись в полон і прийняли останній бій. Вічна слава і честь розвідникам, полеглим на війні за волю української нації!".
22 лютого 2023 року батальйон «Братство» повідомив про повернення в Україну тіл чотирьох бійців, які загинули на ворожій території.

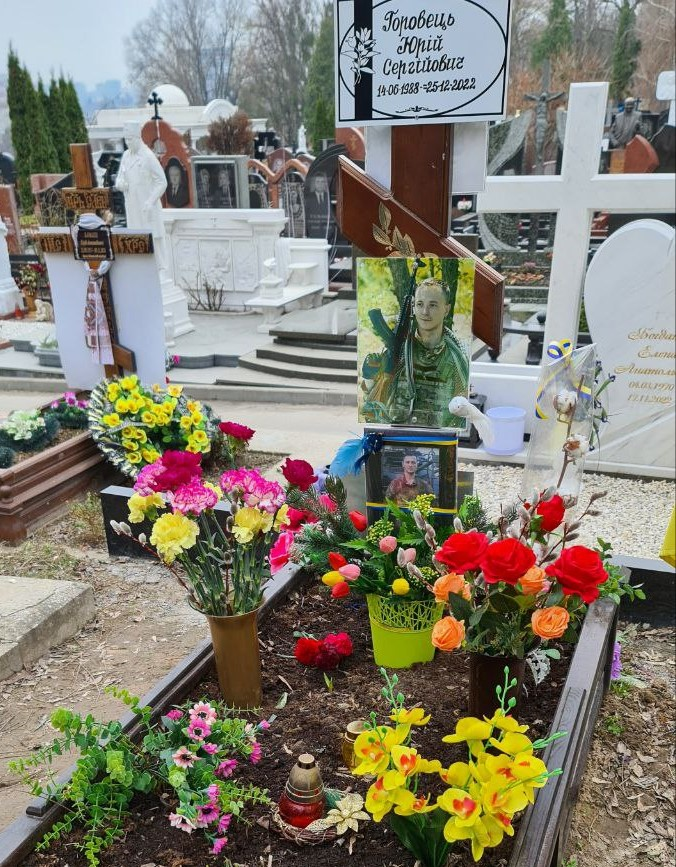
Могила Юрія Горовця, Байкове кладовище (ділянка 27а), Київ

7 березня 2023 року в Києві в Михайлівському Золотоверхому соборі відбулося відспівування загиблих, а згодом — прощання на Майдані Незалежності. Похований на Байковому кладовищі (ділянка 27а).
ГУР пам'ятає. Головне управління розвідки Міністерства оборони України. Пам’яті воїнів-розвідників Непийпива, Святоші, Аполлона й Тарасія. 7 березня 2023 року Київ схилив бойові прапори під час церемонії прощання із четвіркою сміливих воїнів-розвідників ― Максима «Непийпива» Михайлова, Юрія «Святошу» Горовця, Тараса «Тарасія» Карпюка, Богдана «Аполлона» Лягова.
▪️ Усі ― добровольці, бійці групи «Братство» у складі спецпідрозділу Тимура ГУР МО України.
▪️ Брали участь у найбільш складних місіях. Нищили ворога, завдавали російським терористам втрат у найнесподіваніших місцях. Були взірцем для побратимів.
▪️ Усвідомлювали ризик і, озброєні та щасливі, йшли вперед нетоптаними стежками, ніби танцюючи з чорними зорями, які завжди були поруч.
▪️ Рухом їхнім і вчинками керували любов до України та незнищенний дух свободи у серці кожного.
▪️ Непийпиво, Святоша, Тарасій та Аполлон відмовились здатись в полон російським військам, зайняли кругову і героїчно прийняли останній бій 25 грудня 2022 року.
"Українська правда": - "Деталі їхньої останньої операції в тилу ворога досі не розголошують. Але логіка підказує її загальний зміст: Святоша, Непийпиво, Тарасій та Аполлон були одними з перших відчайдух, хто переніс війну на територію ворога. Задовго до Курського наступу".

## Судова справа
4 лютого 2021 року біля Шевченківського управління поліції міста Києва відбулася сутичка між протестувальниками, які вимагали звільнення побратимів, заарештованих під час акції біля офісу проросійського пропагандистського телеканалу «НАШ», і співробітниками цього каналу, що приїхали висвітлити подію. В результаті сутички постраждав фізично, за його словами, один із співробітників каналу «НАШ». У червні 2021 року слідство оголосило Юрію Горовцю підозру в перешкоджанні журналістській діяльності (частина 2 статті 171 Кримінального кодексу України) та побитті журналіста (частина 2 статті 345-1 Кримінального кодексу). У липні 2021 року суд на два місяці призначив йому запобіжний захід у вигляді особистого зобов'язання з'являтися за вимогою до слідчого та прокурора. Після закінчення терміну зобов'язань прокуратура не подавала прохання про їхнє продовження. 3 серпня 2021 року відбувся автоматизований розподіл судових справ між суддями (кримінальна справа N 761/27774/21, суддя Овсеп'ян Тетяна Володимирівна). 17 вересня 2021 року Шевченківський районний суд міста Києва провів підготовче засідання в справі активіста Юрія Горовця. Наступні засідання відбулися 27 вересня (суд почав розгляд справи по суті; прокурором оголошений обвинувальний акт) та 12 листопада (допит потерпілого) 2021 року.
Після блокування етеру каналу «НАШ» рішенням РНБО України від 11 лютого 2022 року та початку повномасштабного російського вторгнення в Україну адвокат Юрія Горовця звернувся до прокуратури з пропозицією припинити підтримувати звинувачення, але отримав відмову.
14 липня 2023 року Шевченківський окружний суд продовжив розгляд справи. Адвокати Юрія Горовця з метою реабілітації загиблого виступають за продовження розгляду справи та двічі подавали клопотання про відмову прокуратури від обвинувачення і двічі прокуратура відмовляла:
Наступне засідання було призначено на 12 вересня 2023 року.
27 жовтня 2023 року справу було призначено до судового розгляду на 30 листопада 2023 року.
19 серпня 2024 року прокурор відмовився від пітримання державного обвинувачення, це рішення було погоджено прокурором району та міською прокуратурою Києва, в приватному порядку від обвинувачення відмовився потерпілий, що прибув на засідання. Рішення суду було оприлюднено 21 серпня 2024 року. В Ухвалі Шевченківського суду помилково  змінено по-батькові Юрія, згідно слів Сергія Горовця помилка буде виправлена

## Нагороди
Має нагороди й подяки від Міністерства внутрішніх справ України та церкви.

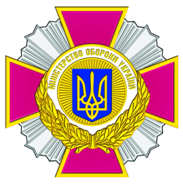
«Знак пошани» МО України

Нагороджений відзнакою Міністерства оборони України — нагрудний знак «Знак пошани»[джерело?].

## Вшанування пам'яті
30 грудня 2022 року на офіційному інтернет-представництві Президента України оприлюднена петиція № 22/174768-еп «щодо присвоєння почесного звання Герой України посмертно учасникам української диверсійно-розвідувальної групи Максиму Михайлову, Юрію Горовцю, Тарасу Карпюку та Богдану Лягову, які сміливо та рішуче діяли на території ворога і там же героїчно загинули 25 грудня 2022 року на кордоні з Брянською областю в ході чергового бойового виходу». 29 січня 2023 року під петицією зібрано більше 25000 голосів, необхідних для розгляду.
22 лютого 2023 року петиція була підтримана Президентом України Володимиром Зеленським, який  звернувся до Прем'єр-міністра України Дениса Шмигаля з проханням комплексно опрацювати порушене питання, про результати поінформувати Президента та автора петиції.
У місті Дніпро названа вулиця на честь Юрія Горовця .

#### В літературі
Героям батальйону «Братство» — Юрію Горовцю (Святоші), Максиму Михайлову (Непийпиво), Тарасу Карпюку (Тарасію) та Богдану Лягову (Аполлону), присвячені вірші тощо.